# Jean Calvin
Jean Calvin (født Jean Cauvin den 10. juli 1509, død 27. maj 1564)
Jean Calvin var født i Noyon i Pikardiet i det nordøstlige Frankrig. Han var efter Martin Luther den mest betydningsfulde reformator i den protestantiske reformation. Efter at han i 1534 havde støttet reformationen, blev han tvunget til at flygte fra Paris til Basel. Efter 1536 virkede Calvin som prædikant i Genève, hvor han 1536-1538 sammen med Guillaume Farel skabte en reformert menighed. På grund af sin moralske strenghed blev Calvin udvist fra byen i 1538, men blev kaldt tilbage i 1541. Selvom Calvin ikke havde nogen reel politisk magt i Genève, så havde han indflydelse på nogle af medlemmerne i byrådet. Mens Calvin var præst i Genève blev der indført streng kirketugt. Med Calvins anbefaling blev den fremtrædende spanske læge Miguel Serveto, henrettet i Genève, fordi han havde angrebet læren om Treenigheden og barnedåb. Serveto havde allerede fået en dødsdom af den katolske kirke. Calvin anmodede om, at Serveto skulle henrettes ved sværdet i stedet for på bålet, men fik ikke sin vilje.
Ved at grundlægge et præsteakademi i Genève 1559 fik han indflydelse på reformationens udvikling i store dele af Europa. Det vigtigste af hans mange skrifter er Institutio religionis Christianae (1559).
Hans lære, calvinismen, har sin største udbredelse i Schweiz, Storbritannien, den vestlige del af Tyskland, USA, Frankrig og Nederlandene. I Danmark er der reformerte menigheder i Fredericia, i København samt på Bornholm. Kirken i Gothersgade i København huser både en tysk og en fransk menighed.
Calvin var opført på Index librorum prohibitorum, den katolske kirkes indeks over forbudte bøger.
Han er begravet på en kirkegård i Geneve, Schweiz.

## Yderligere læsning
- Abel, Olivier. Jean Calvin Et Thomas Hobbes: Naissance de la modernité politique. Labor Et Fides, 2013. ISBN 978-2830914559
- Abel, Olivier. Calvin. Éditions Pygmalion, 2009. ISBN 978-2756401737
- Aers, David. Versions of Election: From Langland and Aquinas to Calvin and Milton. University of Notre Dame Press, 2020. ISBN 9780268108656
- Arnold, Matthieu (red.) Jean Calvin: les années strasbourgeoises (1538-1541). Presses Universitaires de Strasbourg, ISBN 978-2868204622
- Backus, Irena (red.) og Benedict, Philip (red.). Calvin and His Influence, 1509-2009. Oxford University Press, 2011. ISBN 978-0199751853
- Balserak, Jon (red.). A Companion to the Reformation in Geneva. BRILL, 2021. ISBN 978-9004371576
- Balserak, Jon. John Calvin: as Sixteenth-Century Prophet. Oxford University Press, 2014, ISBN 978-0198703259
- Balserak, Jon. Establishing the Remnant Church in France: Calvin’s Lectures on the Minor Prophets, 1556-1559. BRILL, 2011. ISBN 978-9004191440
- Balserak, Jon. Divinity Compromised: A Study of Divine Accommodation in the Thought of John Calvin. Springer, 2006. ISBN 978-1402050558
- Barth, Karl. Die Theologie Calvins. Theologischer Verlag Zürich, 1993 (1922). ISBN 978-3290108540
- Barth, Karl. The Theology of John Calvin. (Oversat af Bromiley, Geoffrey). Wm.B. Eerdmans, 1995 (1922). ISBN 978-0802806963
- Bell, M. Charles. Calvin and Scottish Theology: The Doctrine of Assurance. Handsel Press, 1996. ISBN 9780905312477
- Benedict, Philip. Season of Conspiracy: Calvin, the French Reformed Curches, and Protestant Plotting in the Reign of Francis II (1559-60). American Philosophical Society Press, 2020. ISBN 978-1-60618-085-3
- Biéler, André. Calvin’s Economic and Social Thought. (overs. af Grieg, James). WCC, 2005. ISBN 978-2825414453
- Biéler, André. La Pensée Économique Et Sociale De Calvin.  Librairie de l’Université Georg, Genève 2008 (1959). ISBN 978-2825709535
- Biéler, André. The Social Humanism of Calvin. John Knox Press, 1964
- Bierma, Lyle D.. Font of Pardon and New Life: John Calvin and the Efficacy of Baptism. Oxford University Press, 2021. ISBN 978-0197553879
- Billings, J. T.. Calvin, Participation, and the Gift: The Activity of Believers in Union with Christ. Oxford University Press, 2007. ISBN 978-0199211876
- Blacketer, Raymond A.. The School of God: Pedagogy and Rhetoric in Calvin's Interpretation of Deuteronomy. Springer, 2006, ISBN 978-1402039126
- Blandenier, Jacques. Martin Luther and Jean Calvin: Contrastes et ressemblances. Éditions Excelsis, 2008. ISBN 978-2755000849
- Boer, Roland. Political Grace: The Revolutionary Theology of John Calvin. Westminster John Knox Press, 2009. ISBN 978-0664233938
- Bouwsma, William J.. John Calvin: A Sixteenth-Century Portrait. Oxford University Press, 1989. ISBN 978-0195059519
- Boyle, Marjorie O’Rourke. Cultural Anatomies of the Heart in Aristotle, Augustine, Aquinas, Calvin, and Harvey. Palgrave Macmillan, 2018. ISBN 978-3319936529
- Boyle, Marjorie O’Rourke. Senses of Touch: Human Dignity and Deformity From Michelangelo to Calvin. BRILL, 1998. ISBN 978-90-04-11175-2
- Breen, Quirinus. John Calvin: A Study in French Humanism. Archon, 1968. ISBN 978-0208004635
- Breukelman, Frans H. The Structure of Sacred Doctrine in Calvin’s Theology. Wm. B. Eerdmans Publishing Company, 2010. ISBN 978-0802824592
- Brewer, Brian C (red.). og Whitford, David M. (red.). Calvin and the Early Reformation. BRILL, 2019. ISBN 978-9004359949
- Buckner, Forrest H.. Uncovering Calvin’s God: John Calvin on Predestination and the Love of God. Fortress Academic, 2020. ISBN 978-1-9787-0384-1
- Burnett, Amy N. (red.). John Calvin, Myth and Reality: Images and Impact of Geneva's Reformer. Wipf and Stock Publishers, 2011. ISBN 978-1608996933
- Butin, Philip Walker. Revelation, Redemption, and Response : Calvin's Trinitarian Understanding of the Divine-Human Relationship. Oxford University Press, 1995. ISBN 978-0195086003
- Canlis, Julie Calvin's Ladder: A Spiritual Theology of Ascent and Ascension. Wm.B. Eerdmans, 2010 ISBN 978-0802864499
- Capetz, Paul E.. Christian Faith as Religion - A Study in the Theologies of Calvin and Schleiermacher. University Press of America, 1998. ISBN 978-0761812449
- Carefoote, Pearce J.. Calvin by the Book: A Literary Commemoration of the 500th Anniversary of the Birth of John Calvin. University of Toronto Press, 2009. ISBN 978-0772760678
- Chung, Paul S.. Spirituality and Social Ethics in John Calvin: A Pneumatological Perspective. University Press of America, 2000. ISBN 978-0761817420
- Chung, Sung Wook. Admiration and Challenge: Karl Barth's Theological Relationship with John Calvin. Peter Lang Inc., International Academic Publishers, 2002. ISBN 978-0820456805
- Clavairoly, François. Calvin, De La Réforme À La Modernité. Presses Universitaires de France - PUF, 2010. ISBN 978-2130576655
- Coffey, John. Exodus and Liberation: Deliverance Politics from John Calvin to Martin Luther King Jr. Oxford University Press, 2014. ISBN 978-0199334223
- David, Thomas (red.). John Calvin's American Legacy. Oxford University Press, 2010. ISBN 978-0195390988
- Davies, Horton. The Vigilant God: Providence in the Thought of Augustine, Aquinas, Calvin, and Barth. Peter Lang Gmbh, Internationaler Verlag Der Wissenschaften, 2018. ISBN 978-1433155055
- de Greef, Wulfert. Of One Tree: Calvin on Jews and Christians in the Context of the Late Middle Ages. (overs. Bierma, Lyle D.) Vandenhoeck & Ruprecht Academic, 2021. ISBN 978-3525558652
- de Kroon, Marijn. The Honour of God and Human Salvation: Calvin's Theology According To His Institutes. Bloomsbury Publishing, 2001. ISBN 9780567087799
- De Niet, Johan (red.), et al. Sober, Strict, and Scriptural: Collective Memories of John Calvin, 1800-2000. BRILL, 2009. ISBN 978-9004174245
- Diamond, David Mark. Reading Character After Calvin : Secularization, Empire, and the Eighteenth-century Novel. University of Virginia Press, 2024. ISBN 978-0813950884
- Doerksen, Daniel W. Picturing Religious Experience: George Herbert, Calvin, and the Scriptures. University of Delaware Press, 2011. ISBN 978-1611493566
- Dommen, Edward (red.) og James D. Bratt (red.). John Calvin Rediscovered: The Impact of His Social and Economic Thought (Princeton Theological Seminary Studies in Reformed Theology and History). Westminster John Knox Press, 2007. ISBN 978-0664232276
- Dowey, Edward A.. The knowledge of God in Calvin's Theology. Columbia University Press, 2020 (1952). ISBN 978-0231936866
- Dyrness, William A. Reformed Theology and Visual Culture: The Protestant Imagination from Calvin to Edwards. Cambridge University Press, 2004. ISBN 978-0521540735
- Dyrness, William A. The Origins of Protestant Aesthetics in Early Modern Europe: Calvin's Reformation Poetics. Cambridge University Press, 2019. ISBN 978-1108493352
- Edmondson, Stephen. Calvin’s Christology. Cambridge University Press, 2004. ISBN 978-0521541541
- Eire, Carlos M. N. War Against the Idols: The Reformation of Worship from Erasmus to Calvin. Cambridge University Press, 1989. ISBN 978-0521379847
- Ellis, Brannon. Calvin, Classical Trinitarianism, and the Aseity of the Son. Oxford University Press, 2012. ISBN 978-1556350078
- Essary, Kirk. Erasmus and Calvin on the Foolishness of God: Reason and Emotion in the Christian Philosophy. University of Toronto Press, 2017. ISBN 978-1487501884
- Forstman, H. Jackson. Word and Spirit: Calvin's Doctrine of Biblical Authority. Stanford University Press, 1962. ISBN 978-0804700702
- Furet, François, and Jacques Ozouf. Reading and Writing: Literacy in France from Calvin to Jules Ferry. Cambridge University Press, 1982. ISBN 978-0521223898
- Ganoczy, Alexandre, John Calvin, i Hillebrand, Hans J. (red.), The Oxford Encyclopedia of the Reformation Oxford University Press, 2005. ISBN 978-0195064933
- Ganoczy, Alexandre. The Young Calvin. (overs. af Foxgrover, David og Provo, Wade). T&T Clark, Edinburgh 1988. ISBN 978-0567094865
- Garside, Charles. The Origins of Calvin’s Theology of Music, 1536-1543. American Philosophical Society Press, 1979. ISBN 978-0871696946
- Gatgounis, George J. Calvin the Magistrate: His Political and Legal Legacy. Wipf and Stock Publishers, 2021. ISBN 978-1725261167
- Gibson, David. Reading the Decree: Exegesis, Election and Christology in Calvin and Barth. T&T Clark, 2009. ISBN 978-0567468741
- Gilmont, Jean-François. John Calvin and the Printed Book. Penn State Press, 2005. ISBN 978-1931112567
- Gordon, Bruce F.. Calvin. Yale University Press, 2011. ISBN 978-0300170849
- Gordon, Bruce F.. John Calvin's Institutes of the Christian Religion: A Biography. Princeton University Press, New Jersey. 2015. ISBN 9780691152127
- Gordon, Bruce F.. (red) og Trueman, Carl. R. (red.). The Oxford Handbook of Calvin and Calvinism. Oxford University Press, 2021. ISBN 978-0198728818
- Graham, W. Fred. The Constructive Revolutionary: John Calvin and His Socio-Economic Impact. Michigan State University Press, 1987. ISBN 978-0870132490
- Haas, Guenther H.. The Concept of Equity in Calvin’s Ethics. Wilfrid Laurier University Press, 1997. ISBN 978-0889202856
- Hancock, Ralph C.. Calvin and the Foundations of Modern Politics. Cornell University Press, 1989. ISBN 978-0801421181
- Helm, Paul. Calvin at the Centre. Oxford University Press, 2009. ISBN 978-0199532186
- Helm, Paul. Calvin: A Guide for the Perplexed. Bloomsbury Publishing, 2008. ISBN 978-0567032027
- Helm, Paul. Calvin’s Ideas. Oxford University Press. 2005. ISBN 978-0199255696
- Hesselink, I. J.. Calvin’s concept of the law, (book 30, Princeton Theological Monograph). Pickwick Publications, 1992. ISBN 978-1556350078
- Hirzel, Martin Ernst (red.) og Martin Sallmann (red.). John Calvin’s Impact on Church and Society, 1509-2009. Wm. B. Eerdmans Publishing, 2009. ISBN 978-0802864741
- Hofheinz, Marco. Johannes Calvins theologische Friedensethik: Von der Prähistorie bis zur Gegenwart. W. Kohlhammer GmbH, 2012. ISBN 978-3170209671
- Holder, R. Ward. Calvin and the Christian Tradition: Scripture, Memory, and the Western Mind. Cambridge University Press, 2022. ISBN 978-1316512944
- Holder, R. Ward (red.). John Calvin in Context. Cambridge University Press, 2019. ISBN 978-1108482400
- Holder, R. Ward, (red.). Calvin and Luther: The Continuing Relationship. Vandenhoeck & Ruprecht Academic, 2013. ISBN 978-3525550571
- Holder, R. Ward. John Calvin and the Grounding of Interpretation: Calvin’s First Commentaries. BRILL, 2006. ISBN 978-9004149267
- Höpfl, Harro. The Christian Polity of John Calvin. Cambridge University Press, 1985. ISBN 978-0521316385
- Hughes, Philip E. The Register of the Company of Pastors of Geneva in the Time of Calvin. Wipf and Stock Publishers, 2004. ISBN 978-1592444861
- Huijgen, Arnold. Divine Accommodation in John Calvin’s Theology: Analysis and Assessment. Vandenhoeck and Ruprecht, 2011. ISBN 978-3525569443
- Hunter, A. Mitchell. The Teachings of Calvin: A Modern Interpretation. Wipf and Stock Publishers, 1999. ISBN 978-1579102173
- Innes, William C. Social Concern in Calvin’s Geneva. Wipf and Stock Publishers, 1983, ISBN 978-0915138333
- Istafanous, Abd-El-Masih. Calvin’s Doctrine of Biblical Authority. Wipf and Stock Publishers, 2010. ISBN 978-1498257077
- Jansen, J. F.. Calvin’s Doctrine of the Work of Christ. James Clarke & Co, Lutterworth 1987 (1956). ISBN 978-0227674253
- Jenkins, Gary W. Calvin’s Tormentors: Understanding the Conflicts That Shaped the Reformer. Baker Academics, 2018. ISBN 978-0801098338
- Jeon, Koo Jeong. Calvin and the Federal Vision: Calvin's Covenant Theology in Light of Contemporary Discussion. Wipf and Stock, 2009. ISBN 978-1498252300
- Kendall, R. T. Calvin and English Calvinism to 1649. Oxford University Press, 1981. ISBN 978-0198267201
- Kennedy, Kevin Dixon. Union With Christ and the Extent of the Atonement in Calvin. Peter Lang Incorporated, International Academic Publishers, 2002. ISBN 978-0820457802
- Kim, Minseok. Public Theology in Korea?: Rereading John Calvin. LIT Verlag Münster, 2021. ISBN 978-3643913487
- Kim, Sung-Sup. Deus Providebit: Calvin, Schleiermacher, and Barth on the Providence of God. Fortress Press, 2014. ISBN 978-1451472073
- Kim, Yosep. The Identity and the Life of the Church: John Calvin's Ecclesiology in the Perspective of His Anthropology (book 203, Princeton Theological Monograph). Wipf and Stock Publishers, 2014. ISBN 978-1498227063
- Kingdon, Robert M., og Thomas A. Lambert. Reforming Geneva : Discipline, Faith and Anger in Calvin’s Geneva. Librairie Droz, 2012 ISBN 978-2600015844
- Kingdon, Robert M. et al.. Registers of the Consistory of Geneva in the Time of Calvin: Volume 1: 1542-1544. Wm. B. Eerdmans, 2000. ISBN 978-0802846181
- Kingdon, Robert M.. Adultery and Divorce in Calvin's Geneva. Harvard University Press, 1995. ISBN 978-0674005211
- Kingdon R. M. og Linder, D. R.. Calvin and Calvinism: Sources of Democracy? D.C. Heath and Company, Lexington, 1970. ISBN 9780669524727
- Kristanto, Billy. Sola Dei Gloria: The Glory of God in the Thought of John Calvin. Peter Lang Gmbh, Internationaler Verlag Der Wissenschaften, 2012. ISBN 978-3631621226
- Krumenacker, Yves. Calvin. Ellipses, 2017. ISBN 978-2340018631
- Kvicalova, Anna. Listening and Knowledge in Reformation Europe: Hearing, Speaking and Remembering in Calvin’s Geneva. Palgrave Macmillan, 2018. ISBN 978-3030038366
- Lane, Anthony N. S. A Reader’s Guide to Calvin’s Institutes. Baker Academic, 2009. ISBN 978-0801037313
- Link, Christian: Johannes Calvin – Humanist, Reformator, Lehrer der Kirche. Theologischer Verlag Zürich, 2009. ISBN 978-3-290-17510-8
- Manetsch, Scott M.. Calvin's Company of Pastors: Pastoral Care and the Emerging Reformed Church, 1536-1609. Oxford University Press, 2015. ISBN 978-0190224479
- McDonnell, Kilian. John Calvin, the Church and the Eucharist. (1967). Princeton University Press, 2015. ISBN 978-0691623184
- McGrath, Alister E.. A Life of John Calvin: A Study in the Shaping of Western Culture. Wiley-Blackwell, 1993. ISBN 978-0631189473
- Mckee, Elsie Anne. John Calvin on the Diaconate and Liturgical Almsgiving. Librairie Droz, Genève, 1984. ISBN 978-2600031080
- McKim, Donald K. (red.). Calvin and the Bible. Cambridge University Press, 2006. ISBN 978-0521547123
- McKim, Donald K. (red.). The Cambridge Companion to John Calvin. Cambridge University Press, 2004. ISBN 978-0521016728
- Milner, Benjamin Charles. Calvin’s Doctrine of the Church. BRILL, 1970. ISBN 978-9004528253
- Mitchell, Robert M. Calvin’s and the Puritan’s View of the Protestant Ethic. University Press of America, 1979. ISBN 978-0819108425
- Mol, Hans. Calvin for the Third Millennium. Australian National University Press, 2008. ISBN 978-1921313974
- Monter. E.W.. Calvin's Geneva. Wiley & Sons, 1967. ISBN 978-0471614005
- Muller, Richard A.. The Unaccommodated Calvin: Studies in the Formation of a Theological Tradition. Oxford University Press, 2000. ISBN 978-0195151688
- Mullet, Michael. John Calvin. Routledge, 2011. ISBN 978-0415476980
- Naphy, William G.. Calvin and the Consolidation of the Genevan Reformation. Manchester University Press, 1994. ISBN 978-0719041419
- Neuser, Wilhelm H.. Johann Calvin: Leben und Werk in seiner Frühzeit 1509–1541. Vandenhoeck & Ruprecht, Göttingen 2009. ISBN 978-3-525-56915-3
- Ngien, Dennis. Grace and Law in Galatians: Justification in Luther and Calvin. Wipf and Stock Publishers, 2023. ISBN 978-1666718416
- Nielsen, Merete. Til Guds ære: Calvins liv og virke. Anis, 2014. ISBN 978-8774576990
- Niesel, Wilhelm. The Theology of Calvin. (Overs. av Knight, Harold) Lutterworth, 2022, ISBN 978-0227172230
- Ntoane, Lebakeng R. L.. A Cry for Life: An interpretation of “Calvinism” and Calvin. J.H. Kok, 1983. ISBN 978-9024230129
- Oberman, Heiko A.. John Calvin and the Reformation of the Refugees. Librairie Droz, 2009. ISBN 978-2600006873
- Olin, John C. (ed.), Calvin, John og Sadoleto, Jacopo. A Reformation Debate: John Calvin & Jacopo Sadoleto. Fordham University Press, 2009. ISBN 978-0823219902
- Olson, Jeannine E. Calvin and Social Welfare: Deacons and the Bourse Francaise. Kendall Hunt, Susquehanna University Press, 1989. ISBN 978-0941664851
- Opitz, Peter. Leben und Werk Johannes Calvins. Vandenhoeck & Ruprecht, Göttingen 2009. ISBN 978-3-525-55000-7
- Pak, G. Sujin. The Judaizing Calvin: Sixteenth-Century Debates over the Messianic Psalms. Oxford University Press, 2010, ISBN 978-0195371925
- Parker, T. H. L.. Calvin: An Introduction to His Thought. Bloomsbury Publishing, 2003. ISBN 9780826463692
- Parker, T. H. L. Calvin’s Old Testament Commentaries. T&T Clark, 1993. ISBN 978-0567292421
- Parker, T. H. L.. Calvin’s New Testament Commentaries. SCM Press, 1971. ISBN 9780334001577
- Parker, T. H. L. Calvin’s Doctrine of the Knowledge of God. Oliver & Boyd, Edinburgh, 1969. ISBN 978-1498232036
- Parsons, Michael. Reformation Letters: A Fresh Reading of John Calvin's Correspondence. Pickwick Publications, 2018. ISBN 978-1532656668
- Partee, Charles. The Theology of John Calvin. Westminster John Knox Press, 2008. ISBN 978-0664231194
- Partee, Charles. Calvin and Classical Philosophy. BRILL, 1977. ISBN 978-90-04-04839-3
- Patterson, Robert Glasgow. The Church as Vehicle of Grace in the Theology of John Calvin. Yale University Press, 1958.
- Pattison, Bonnie L. Poverty in the Theology of John Calvin (book 69, Princeton Theological Monograph). Wipf and Stock Publishers, 2006. ISBN 978-1498248174
- Paul, Iain. Knowledge of God: Calvin, Einstein, and Polanyi. Scottish Academic Press, Edinburgh, 1987. ISBN 978-0707305370
- Peterson, Robert A.. Calvin and the Atonement. Mentor, 1999. ISBN 9781857923773
- Pitkin, Barbara. Calvin, the Bible, and History: Exegesis and Historical Reflection in the Era of Reform. Oxford University Press, 2020. ISBN 978-0190093273
- Pitkin, Barbara (red.). Semper Reformanda: John Calvin, Worship, and Reformed Traditions. Vandenhoeck and Ruprecht, 2018. ISBN 978-3525552735
- Pitkin, Barbara. John Calvin. i Witte, John (red.) og Hauk, Gary S.. Christianity and Family Law: An Introduction. 195–210. Cambridge University Press, 2017. ISBN 978-1108415347
- Pitkin, Barbara. What Pure Eyes Could See: Calvin's Doctrine of Faith in its Exegetical Context. Oxford University Press, 1999. ISBN 978-0195128284
- Rohloff, Reiner. Johannes Calvin: Leben – Werk – Wirkung. Vandenhoeck & Ruprecht, Göttingen 2011. ISBN 978-3-8252-3456-0
- Raith, Charles II. Aquinas and Calvin on Romans: God's Justification and Our Participation. Oxford University Press, 2014. ISBN 978-0198708254
- Raith, Charles II. After Merit: John Calvin’s Theology of Works and Rewards. Vandenhoeck & Ruprecht Academic, Göttingen, 2016. ISBN 978-3525552483
- Sanchez, Michelle Chaplin. Calvin and the Resignification of the World. Cambridge University Press, 2019. ISBN 978-1108473040
- Santoso, Audy. Union With God: An Assessment of Deification Theosis in the Theologies of Robert Jenson and John Calvin. Vandenhoeck and Ruprecht, 2021. ISBN 978-3525568613
- Sauer, James B.. Faithful Ethics According to John Calvin: The Teachability of the Heart (Toronto Studies in Theology, no. 74 ). Edwin Mellen Press, 1997. ISBN 978-0773485211
- Scheuers, Timothy R.. Consciences and the Reformation: Scruples over Oaths and Confessions in the Era of Calvin and His Contemporaries. Oxford University Press, 2023. ISBN 978-0197692141
- Schnucker, Robert V. (red.). Calviniana: Ideas and Influence of Jean Calvin. Truman State University, 1988. ISBN 978-0940474109
- Schreiner, Susan E. Where Shall Wisdom Be Found?: Calvin's Exegesis of Job from Medieval and Modern Perspectives. University of Chicago Press, 2017. ISBN 978-0226740430
- Selderhuis, Herman. Calvin Handbuch. Mohr Siebeck, 2009. ISBN 978-3161497919
- Sewell, Alida Leni. Calvin, the Body, and Sexuality: An Inquiry into his Anthropology. VU (Vrije Universiteit Amsterdam) University Press, 2011, ISBN 978-9086595877
- Stauffer, Richard. The Humanness of John Calvin. (overs. af Shriver, George) Abingdon Press, 1971. ISBN 978-0687180332
- Steinmetz, David C.. Calvin in Context. Oxford University Press, 2010. ISBN 978-0199736386
- Stevenson, William R.. Sovereign Grace: The Place and Significance of Christian Freedom in John Calvin's Political Thought. Oxford University Press, 1999. ISBN 978-0195125061
- Strohm, Cristoph. Johannes Calvin: Leben und Werk des Reformators. Verlag C. H. Beck, München 2009. ISBN 978-3-406-56269-3
- Tuininga, Matthew. Calvin's Political Theology and the Public Engagement of the Church: Christ's Two Kingdoms. Cambridge University Press, 2017. ISBN 978-1107171435
- Tyra, Steven W.. “Neither the Spirit Without the Flesh”: John Calvin's Doctrine of the Beatific Vision. Bloomsbury Publishing, 2024. ISBN 978-0567714497
- Van Buren, Paul. Christ in Our Place: The Substitutionary Character of Calvin's Doctrine of Reconciliation. Wipf and Stock Publishers, 2002. ISBN 978-1592440535
- Van Den Belt, H. Restoration Through Redemption: John Calvin Revisited. BRILL, 2013. ISBN 978-9004244665
- Van Den Berg, M. A.. Friends of Calvin. (overs. af Bruinsma, Reinder ) Wm. B. Eerdmans Publishing, 2009. ISBN 978-0802862273
- Van Der Kooi, C. As In a Mirror. John Calvin and Karl Barth on Knowing God. BRILL, 2005. ISBN 978-9004138179
- Van Halsema, Thea B.. This Was John Calvin. Baker, 1981. ISBN 978-0801092831
- Van Kley, Dale K.. The Religious Origins of the French Revolution: From Calvin to the Civil Constitution. Yale University Press, 1996. ISBN 978-0300080858
- Van ’t Spijker, Willem. Calvin: A Brief Guide to His Life and Thought. (overs. af Bierma, Lyle D.). Westminster John Knox Press, 2009. ISBN 978-0664232252
- Van Vliet, Jason. Children of God: The Imago Dei in John Calvin and His Context. Vandenhoeck and Ruprecht, 2009. ISBN 978-3525569184
- Varet, Jacques (red). Calvin: Naissance d'une pensée. Presses Universitaires de Rennes, 2018. ISBN 978-2869062740
- Viazovski, Yaroslav. Image and Hope: John Calvin and Karl Barth on Body, Soul, and Life Everlasting (book 221, Princeton Theological Monograph Series). James Clarke & Co, 2016. ISBN 978-1498223591
- Vorster, Nico. The Brightest Mirror of God’s Works: John Calvin’s Theological Anthropology (book 236, Princeton Theological Monograph Series). Pickwick Publications, 2019. ISBN 978-1532660245
- Vos, Arvin. Aquinas, Calvin, and Contemporary Protestant Thought: A Critique of Protestant Views on the Thought of Thomas Aquinas. Christian University Press, 1985. ISBN 978-0802800602
- Walchenbach, John R.. John Calvin as Biblical Commentator: An Investigation into Calvin's Use of John Chrysostom as an Exegetical Tutor. Wipf and Stock Publishers, 2010. ISBN 978-1498255653
- Wallace, Ronald S.. Calvin’s Doctrine of the Word and Sacrament. Scottish Academic Press, 1995. ISBN 978-0707307473
- Wallace, Ronald S.. Calvin, Geneva and the Reformation: A Study of Calvin as Social Reformer, Pastor and Theologian. Scottish Academic Press, Edinburgh, 1988. ISBN 978-0707305127
- Watt, Jeffrey R.. The Consistory and Social Discipline in Calvin's Geneva. University of Rochester Press, 2020. ISBN 978-1648250040
- Welker, Michael (red.), et al. Calvin Today: Reformed Theology and the Future of the Church. Bloomsbury Publishing, 2011. ISBN 978-0567136930
- Wendel, François. Calvin: Origins and Development of His Religious Thought. Labyrinth Press, 1987. ISBN 978-0939464449
- Wileman, William. John Calvin: His Life, His Teaching and his Influence. GLH Publishing, 2019 (1909). ISBN 978-1948648684
- Willis, Edward David. Calvin’s Catholic Christology. BRILL, 1966. ISBN 978-90-04-52829-1
- Wilkinson, John. The Medical History of the Reformers: Luther, Calvin and Knox. Dunedin Academic Press, Edinburgh, UK, 2001. ISBN 9781871828603
- Wilterdink, Garret. Tyrant or Father?: A Study of Calvin's Doctrine of God. Wyndham Hall Press, 1985. ISBN 9780932269195
- Witte, John. John Calvin i Descamps, Olivier (red.) og Domingo, Rafael (red.), Great Christian Jurists in French History. 117–133. Cambridge University Press, 2019. ISBN 978-1108484084
- Witte, John og Kingdon, Robert M.. Sex, Marriage, and Family in John Calvin’s Geneva. Wm. B. Eerdmans Publishing, 2005. ISBN 978-0802848031
- Woo, Kenneth J. Nicodemism and the English Calvin, 1544-1584. BRILL, 2019. ISBN 978-9004408388
- Wright, William A. Calvin’s Salvation in Writing: A Confessional Academic Theology. BRILL, 2015. ISBN 978-9004292239
- Wyatt, Peter. Jesus Christ and Creation in the Theology of John Calvin (book 42, Princeton Theological Monograph Series). Pickwick Publications, 1996. ISBN 978-1556350306
- Young, Davis A.. John Calvin and the Natural World. University Press of America, 2007. ISBN 978-0761837138
- Zachman, Randall C.. Reconsidering John Calvin. Cambridge University Press, 2011. ISBN 978-1107601772
- Zachman, Randall C.. Image and Word in the Theology of John Calvin. University of Notre Dame Press, 2009. ISBN 978-0268045012